# Croce al merito militare (Ucraina)
La Croce al merito militare (in ucraino Хрест бойови́х заслу́г?, Chrest bojovych zasluh) è un'onorificenza ucraina.

## Storia
La Croce la merito militare è stata istituita per decreto del Presidente dell'Ucraina Volodymyr Zelens'kyj il 5 maggio 2022, e viene concessa a cittadini ucraini, stranieri e apolidi "per eccezionale coraggio e audacia personale o per un eccezionale atto di eroismo durante lo svolgimento di una missione di combattimento in condizioni di pericolo di vita e contatto diretto con il nemico" oppure "per eccezionali successi nel comando di truppe durante operazioni militari".
Il 6 maggio 2022 Zelens'kyj ha conferito l'onorificenza per la prima volta: il primo insignito della Croce al merito militare è stato il comandante in capo delle Forze armate ucraine, il generale Valerij Zalužnyj.
Il 21 dicembre 2022, durante la sua visita negli Stati Uniti, su richiesta del capitano Pavlo Černkavs'kyj, comandante di una batteria di HIMARS e insignito della Croce al merito militare, il presidente ucraino ha consegnato la sua onorificenza al presidente americano Joe Biden in segno di gratitudine per il prezioso sostegno statunitense alla difesa dell'Ucraina dall'invasione russa.
Il 20 febbraio 2025 Ivan Kozin, comandante di compagnia del 225º Reggimento d'assalto, è stato il primo militare ucraino a ricevere la Croce al merito militare per la seconda volta.

## Insegne

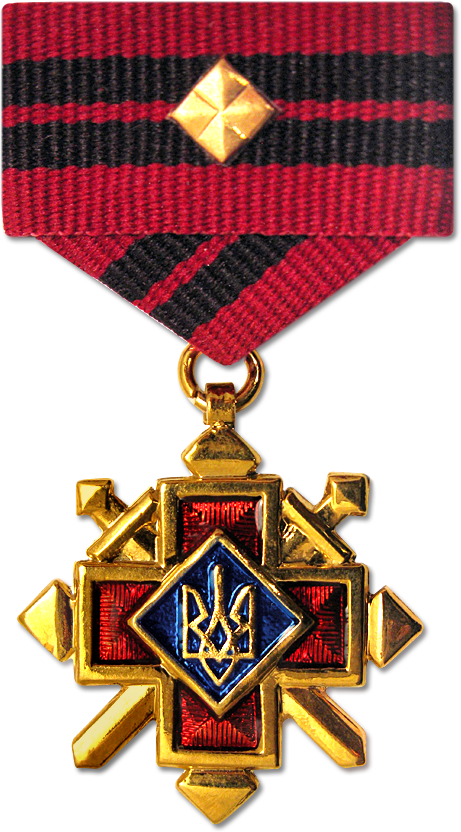
Croce al merito militare dell'UPA

L'autore della Croce al merito militare è Oleksandr Ležnjev, che l'ha realizzata basandosi sull'omonima onorificenza dell'Esercito insurrezionale ucraino, introdotta nel 1944 dal Comitato Nazionale Ucraino, cambiando i colori del nastro con quelli della bandiera dell'Ucraina e girando le spade verso l'alto in segno di vittoria.
L'onorificenza consiste in una croce equilatera in argento dorato di 40 mm per lato, dotata di pentagoni alle estremità e di due spade incrociate rivolte verso l'alto. Al centro della croce si trova un rombo smaltato di blu contenente il tridente ucraino. Il rovescio della croce è piatto, con inciso il numero dell'assegnazione. Il nastro è composto da quattro strisce verticali, alternativamente di colore giallo e blu, le due più esterne dalla larghezza di 3 mm e le due centrali di 11 mm. In caso di seconda o terza assegnazione viene apposto sul nastro un ramo di quercia, rispettivamente in argento e in oro.

## Insigniti notabili
- Valerij Zalužnyj - generale, comandante in capo delle Forze armate dell'Ucraina[8]
- Vladyslav Kalijevs'kij - capitano, vice comandante di battaglione della 72ª Brigata meccanizzata "Zaporoghi Neri"[8]
- Jevhen Mojsjuk - tenente generale, vice comandante in capo delle Forze armate dell'Ucraina[8]
- Oleksandr Ochrimenko - colonnello, comandante della 14ª Brigata meccanizzata "Principe Romano il Grande"[8]
- Oleksandr Syrs'kyj - colonnello generale, comandante in capo delle Forze terrestri ucraine[9]
- Jevhen Bulacyk - colonnello, comandante della 7ª Brigata aerotattica "Petro Franko"[9]
- Andrij Koval'čuk - maggior generale, comandante del Comando operativo "Sud"[9]
- Andrij Hnatov - brigadier generale, capo di stato maggiore del Comando operativo "Sud"[9]
- Mychajlo Drapatyj - brigadier generale, vice comandante del Comando operativo "Sud"[9]
- Ruslan Maryšev - maggiore, comandante del 90º Battaglione dell'81ª Brigata aeromobile[9]
- Mykola Mišakin - colonnello, comandante della 1ª Brigata operativa presidenziale "Atamano Petro Dorošenko"[9]
- Pavlo Rozlač - tenente colonnello, comandante del 3º Gruppo tattico di battaglione dell'80ª Brigata d'assalto aereo[9]
- Denys Nochrin - tenente colonnello, comandante di battaglione del 15º Reggimento della Guardia Nazionale "Slov"jans'k"[9]
- Pavlina Nykolajevyč - sergente, comandante di unità lanciagranate della 10ª Brigata d'assalto da montagna "Edelweiss"[9]
- Serhij Miščenko - sergente maggiore, comandante di plotone dell'87º Battaglione artiglieria controcarri della 45ª Brigata artiglieria[9]
- Kyrylo Budanov - maggior generale, capo della Direzione principale dell'intelligence del Ministero della difesa[10]
- Oleksandr Šymans'kyj - tenente colonnello, comandante del 1604º Battaglione della 160ª Brigata missilistica contraerea "Odessa"[10]
- Mykola Sokolovs'kyj - sergente maggiore capo, comandante della nave da supporto per immersioni Netišyn[10]
- Rostyslav Lazarenko - tenente colonnello, comandante di squadrone della 299ª Brigata aerotattica "Tenente generale Vasyl' Nikiforov"[10]
- Oleh Apostol - colonnello, comandante di battaglione dell'80ª Brigata d'assalto aereo[11]
- Kostjantyn Zaičenko - colonnello, comandante del 39º Reggimento missilistico contraereo[11]
- Bohdan Kopčatov - capitano, comandante di compagnia del 131º Battaglione ricognizione "Colonnello Jevhen Konovalec"[11]
- Mychajlo Sydorenko - colonnello, comandante della 10ª Brigata d'assalto da montagna "Edelweiss"[12]
- Dmytro Kocjubajlo (postumo) - tenente, comandante del 1º Battaglione "Lupi Da Vinci" della 67ª Brigata meccanizzata[13]
- Ivan Lukaševič - colonnello, agente di controspionaggio del Servizio di sicurezza dell'Ucraina[14]
- Andrij Verba - maggior generale, chirurgo militare delle Forze mediche delle Forze armate dell'Ucraina[15]
- Serhij Žuk - colonnello, comandante della 55ª Brigata artiglieria "Sič di Zaporižžja"[16]
- Oleksandr Bakulin - colonnello, comandante della 57ª Brigata motorizzata "Atamano Kost Hordijenko"[17]
- Pavlo Palisa - colonnello, comandante della 93ª Brigata meccanizzata "Cholodnyj Jar"[17]
- Kyrylo Veres - maggiore, comandante del 2º Battaglione "K-2" della 54ª Brigata meccanizzata "Atamano Ivan Mazepa"[18]
- Oleksij Majstrenko - colonnello, comandante della 54ª Brigata meccanizzata "Atamano Ivan Mazepa"[19]
- Oleksandr Lucenko - colonnello, comandante della 79ª Brigata d'assalto aereo "Tauride"[20]
- Serhij Kosovan - colonnello, comandante della 53ª Brigata meccanizzata "Principe Vladimir Monomaco"[21]
- Ruslan Habinet - maggiore, comandante del battaglione d'assalto della 5ª Brigata corazzata[21]
- Anton Zadorožnyj - tenente colonnello, comandante della 1ª Brigata operativa presidenziale "Atamano Petro Dorošenko"[22]
- Jan Jacyšen - colonnello, comandante della 47ª Brigata meccanizzata "Magura"[23]
- Andrij Tkačuk - colonnello, comandante della 71ª Brigata cacciatori[24]
- Oleksij Javkun - colonnello, comandante dell'81ª Brigata aeromobile "Slobožanščina"[24]
- Anatolij Barhylevyč - tenente generale, capo di stato maggiore delle Forze armate dell'Ucraina[25]
- Jevhen Bespalov - tenente colonnello, comandante di battaglione della 38ª Brigata fanteria di marina[25]
- Robert Brovdi - maggiore, comandante del 414º Reggimento droni d'attacco "Birds of Madyar"[26]
- Vitalij Kovalčuk - maggiore, comandante del 4º Battaglione della 4ª Brigata di reazione rapida[27]
- Maksym Lanovyj - colonnello, comandante della 148ª Brigata artiglieria "Žytomyr"[28]
- Mychajlo Kurach - tenente colonnello, capo di stato maggiore della 95ª Brigata d'assalto aereo "Polesia"[29]
- Dmytro Deljatyc'kyj - maggior generale, comandante in capo del Corpo della fanteria di marina ucraina[30]
- Dmytro Kapitula - tenente colonnello, comandante della 46ª Brigata aeromobile[31]
- Vasyl' Maljuk - tenente generale, capo del Servizio di sicurezza dell'Ucraina[32]
- Roman Kasjančuk - maggiore, comandante del 3º Battaglione "Fenice" della 79ª Brigata d'assalto aereo "Tauride"[33]